# Glauben und Liebe oder Der König und die Königin
Glauben und Liebe oder Der König und die Königin ist eine Fragmentsammlung des Frühromantikers Novalis.
Erstmals wurde die Zusammenstellung kurzer Textpassagen und Aphorismen abgedruckt 1798, im Juli-Heft des zweiten Bandes der Jahrbücher der Preußischen Monarchie unter der Regierung von Friedrich Wilhelm III., hg. v. F. E. Rambach.
Novalis verfasste den Text anlässlich eines großen politischen (und gesellschaftlichen) Ereignisses in Preußen: im Frühjahr 1798 übernahmen König Friedrich Wilhelm III. und seine Frau, Prinzessin Luise von Mecklenburg-Strelitz die Regentschaft des Königreichs.
Die Einordnung in den politischen Kontext der Entstehungszeit ist jedoch schwierig, denn die gesamte textinterne Argumentation ist eher ästhetisch als politisch aufgebaut. Dem gegenüber steht eine konservative Lehrmeinung, wonach es sich bei den „politischen Schriften“ in erster Linie um eine direkte politische Willensäußerung des Autors handele und viel weniger um ein schriftstellerisches Produkt mit in erster Linie ästhetischen Ansprüchen. Seine eigene Meinung zu dem gesamten Werk ist vor allem ersichtlich aus einer Notiz an Friedrich Schlegel vom 11. Mai 1798: Ohne Glauben und Liebe ist es nicht zu lesen.

## Inhalt
Der Inhalt ist dennoch kritisch-polemisch. Aus diesem Grund wurde der Text auch Opfer der unerbittlichen preußischen Zensur. Der Autor ist zu diesem Zeitpunkt, beinahe einer von vielen intellektuellen Moden gehorchend, republikanisch eingestellt. Er weiß um die verschiedenen Reaktionen auf revolutionäre Umtriebe und vom Tagesgeschehen sowie dessen Diskussion unter den Gebildeten. Alle diese Einflüsse moderner Vorstellungen lassen sich ablesen an exemplarischen Textpassagen:
Kein Staat ist mehr als Fabrik verwaltet worden, als Preußen, seit Friedrich Wilhelm des Ersten Tode. So nöthig vielleicht eine solche maschinistische Administration zur physischen Gesundheit, Stärkung und Gewandheit des Staats seyn mag, so geht doch der Staat, wenn er bloß auf diese Art behandelt wird, im Wesentlichen darüber zu Grunde.
und:
Der König und die Königin beschützen die Monarchie mehr, als 200,000 Mann.
Die staatsphilosophische Schrift, die die intensive Auseinandersetzung mit Herders Geschichtsphilosophie und dessen Vorgängern widerspiegelt – (Hobbes’ Leviathan, Freiherr Christian von Wolff, Kant, Hugo Grotius, Mandeville, Hélvetius – und mit weitergehenden Schriften der Aufklärung), ist geeignet, die preußische Monarchie zu verteidigen. Die Ehe von König Friedrich Wilhelm III. und seiner Frau Luise galt als mustergültige Ehe, als Vorbild nicht zuletzt für die Untertanen. Novalis nutzte diese institutionalisierte Liebe als Grundschema für eine „uneigennützige Liebe“, die – dem Egoismus den Rücken kehrend – zu einer Stabilisierung eines Gemeinschaftsgefüges, also auch eines Staates führen kann. So deutet er die Verbindung der beiden als ein Zeichen des bevorstehenden Friedens, der politischen und gesellschaftlichen Stabilität. Der Familiengedanke Herders wird erheblich ausgeweitet und erfährt eine Kontextualisierung mit dem Menschen, der gesamten Menschheit. Damit reiht sich der junge Schriftsteller in die Tradition der Utopie seit der Aufklärung ein und unterzieht den Staat einer kritischen Reflexion im Blick auf den 'besten Staat aller denkbaren Staaten'.
Diese Stufe jedoch überschreitet Novalis nicht; er malt keinen utopischen Staat aus. Die Utopie bleibt im Wortsinn ein „Ort, den es nicht gibt“, ein Ideal, dem man sich nur annähern kann und soll, das man jedoch nie erreichen kann: „Der beste unter den ehemaligen französischen Monarchen hatte sich vorgesetzt, seine Unterthanen so wohlhabend zu machen, daß jeder alle Sonntage ein Huhn mit Reiß auf seinen Tisch bringen könnte. Würde nicht die Regierung aber vorzuziehn seyn, unter welcher der Bauer lieber ein Stück verschimmelt Brod äße, als Braten in einer andern, und Gott für das Glück herzlich dankte, in diesem Land geboren zu seyn?“ Das Zitat macht die scharfe Ablehnung jener Konzepte deutlich, die den Staat auf Eigennutz oder Wohlfahrt gründen wollen. Nach den Vorstellungen der Frühromantiker kann ein Staatswesen nur durch neue Orientierung an Ideen (im kantischen Sinne) legitimiert werden.